# Reuvén Rivlin
Reuvén Rivlin (héberül: ראובן ריבלין; Jeruzsálem, 1939. szeptember 9. –), izraeli politikus, 2014 és 2021 között Izrael elnöke, Simón Peresz utódja.
Rivlin erősen támogatja a kisebbségi jogok betartását. Ellenzi az arab–izraeli konfliktus kétállami megoldását, azaz hogy Izrael egyes területein létrejöjjön a független palesztin állam, ezzel szemben a palesztin autonómiát erősen támogatja. Folyékonyan beszél arab nyelven.

## Karrierje elnökké választása előtt
Először 1988-ban került be a Kneszetbe és a Likud egyik vezetőjeként működött 1988 és 1993 között. 1992-ben elvesztette a választásokat, de 1996-ban újra képviselő lett. 1999-ben is újraválasztották, majd 2001 márciusában kommunikációs miniszterré választották. Rivlint újraválasztották 2006-ban és 2009-ben is.

## Magánélete
Felesége Nechama Rivlin, egyetlen gyermekük Joel Rivlin.

## Fordítás
- Ez a szócikk részben vagy egészben  a   Reuvén Rivlin című angol Wikipédia-szócikk fordításán alapul.  Az eredeti cikk szerkesztőit annak laptörténete sorolja fel. Ez a jelzés csupán a megfogalmazás eredetét és a szerzői jogokat jelzi, nem szolgál a cikkben szereplő információk forrásmegjelöléseként.